# Praemallaspis leucaspis
Praemallaspis leucaspis är en skalbaggsart som först beskrevs av Guérin-Méneville 1844.  Praemallaspis leucaspis ingår i släktet Praemallaspis och familjen långhorningar.
Artens utbredningsområde är:
- Paraguay.
- Uruguay.

Inga underarter finns listade i Catalogue of Life.